# Trichonius bellus
Trichonius bellus là một loài bọ cánh cứng trong họ Cerambycidae.